# I Drove All Night
I Drove All Night est une chanson écrite par Billy Steinberg (en) et Tom Kelly (en) et rendue célèbre par Cyndi Lauper. Originellement écrite pour Roy Orbison, qui l'enregistre en 1987, cette version originale ne sera pas diffusée avant 1992, alors que l'interprétation de Cyndi Lauper l'a déjà rendue célèbre en 1989. La chanson a été reprise en 2002 par Pinmonkey, en 2003 par Céline Dion, en 2012 par The Protomen et en 2015 par Drake Jensen.

## Interprétation de Cyndi Lauper (1989)
Pistes de A Night to Remember
Primitive
La chanson figure sur son troisième album solo A Night to Remember. Cette version renverse les genres de l'originale, Lauper a déclaré à ce sujet qu'elle aimait l'idée de la femme au volant, d'une femme aux commandes. La chanson est un hit aux États-Unis où elle atteint le Top 10, arrivant à la 6e place du Billboard top 100. Il obtient un disque d'or de la RIAA.

### Classements
| Classement (1989)                      | Meilleure place |
| -------------------------------------- | --------------- |
| Allemagne (Media Control AG)           | 19              |
| Australie (ARIA)                       | 11              |
| Belgique (Flandre Ultratop 50 Singles) | 28              |
| États-Unis (Hot 100)                   | 6               |
| France (SNEP)                          | 10              |
| Nouvelle-Zélande (RMNZ)                | 10              |
| Pays-Bas (Single Top 100)              | 54              |

## Interprétation de Céline Dion (2003)
Pistes de One Heart
Love Is All We Need
Cette reprise se retrouve sur l'album One Heart, et sera lancée comme premier extrait le 3 mars 2003 partout dans le monde.
Le vidéoclip a été dirigé par Peter Arnell et sera lancée en février 2003.
Aux États-Unis, la chanson débute en 74e position et sera 8 semaines plus tard en 45e position et passe 12 semaines dans les charts. Au Canada, la chanson débute au numéro 1 des palmarès et y reste pendant 5 semaines. Au Royaume-Uni, la chanson débute en 27e position et passe 2 semaines dans les charts. En Australie, la chanson débute en 22e position et passe 16 semaines dans les charts. La chanson sera numéro 1 dans les pays suivants: Suède et Belgique et sera également au top 10 dans les pays suivants: Danemark, Grèce et Portugal.

### Charts mondiaux
| Pays                         | Meilleure Position | Certification | Vente  |
| ---------------------------- | ------------------ | ------------- | ------ |
| Allemagne                    | 22                 |               |        |
| Australie                    | 22                 | or            | 35 000 |
| Autriche                     | 17                 |               |        |
| Belgique                     | 1                  |               |        |
| Canada                       | 1                  |               |        |
| Danemark                     | 2                  |               |        |
| Finlande                     | 16                 |               |        |
| France                       | 22                 |               |        |
| Grèce                        | 7                  |               |        |
| Irlande                      | 30                 |               |        |
| Italie                       | 14                 |               |        |
| Norvège                      | 11                 |               |        |
| Nouvelle-Zélande             | 24                 |               |        |
| Pays-Bas                     | 24                 |               |        |
| Pologne                      | 46                 |               |        |
| Royaume-Uni                  | 27                 |               |        |
| Suède                        | 1                  |               |        |
| Suisse                       | 11                 |               |        |
| États-Unis Billboard Hot 100 | 45                 |               |        |